# اویل سرچ
اویل سرچ (انگلیسی: Oil Search) شرکت اکتشاف نفت استرالیایی است، که در سال ۱۹۲۹ تأسیس شد.